# Glenea rufipennis
Glenea rufipennis là một loài bọ cánh cứng trong họ Cerambycidae.